# Gran Premio de Italia de Motociclismo de 2004
El Gran Premio de Italia de Motociclismo de 2004 fue la cuarta prueba del Campeonato del Mundo de Motociclismo de 2004. Tuvo lugar en el fin de semana del 4 al 6 de junio de 2004 en el Autódromo Internacional del Mugello, situado en la ciudad de Mugello, Italia. La carrera de MotoGP fue ganada por Valentino Rossi, seguido de Sete Gibernau y Max Biaggi. Sebastián Porto ganó la prueba de 250cc, por delante de Dani Pedrosa y Manuel Poggiali. La carrera de 125cc fue ganada por Roberto Locatelli, Casey Stoner fue segundo y Héctor Barberá tercero.

## Resultados MotoGP
| Pos | Piloto            | Constructor | Tiempo/Retirado | Grilla | Puntos |
| --- | ----------------- | ----------- | --------------- | ------ | ------ |
| 1   | Valentino Rossi   | Yamaha      | 12:06.803       | 3      | 25     |
| 2   | Sete Gibernau     | Honda       | +0.361          | 1      | 20     |
| 3   | Max Biaggi        | Honda       | +1.540          | 6      | 16     |
| 4   | Troy Bayliss      | Ducati      | +1.782          | 15     | 13     |
| 5   | Rubén Xaus        | Ducati      | +2.389          | 14     | 11     |
| 6   | Alex Barros       | Honda       | +2.446          | 4      | 10     |
| 7   | Norifumi Abe      | Yamaha      | +5.842          | 16     | 9      |
| 8   | Loris Capirossi   | Ducati      | +6.228          | 8      | 8      |
| 9   | Marco Melandri    | Yamaha      | +6.461          | 5      | 7      |
| 10  | Shane Byrne       | Aprilia     | +7.198          | 17     | 6      |
| 11  | Neil Hodgson      | Ducati      | +9.048          | 19     | 5      |
| 12  | Colin Edwards     | Honda       | +9.626          | 12     | 4      |
| 13  | Nobuatsu Aoki     | Proton      | +14.201         | 20     | 3      |
| 14  | Alex Hofmann      | Kawasaki    | +48.091         | 13     | 2      |
| 15  | Michel Fabrizio   | Harris WCM  | +50.498         | 23     | 1      |
| 16  | Jeremy McWilliams | Aprilia     | +56.572         | 18     |        |
| 17  | Andrew Pitt       | Moriwaki    | +59.267         | 22     |        |
| Ret | Shinya Nakano     | Kawasaki    | Retirement      | 10     |        |
| Ret | Carlos Checa      | Yamaha      | Retirement      | 11     |        |
| Ret | Nicky Hayden      | Honda       | Retirement      | 2      |        |
| Ret | Kurtis Roberts    | Proton      | Retirement      | 21     |        |
| Ret | Makoto Tamada     | Honda       | Retirement      | 7      |        |
| Ret | Kenny Roberts Jr  | Suzuki      | Retirement      | 9      |        |

## Resultados 250cc
| Pos | Piloto           | Constructor | Tiempo/Retirado | Grilla | Puntos |
| --- | ---------------- | ----------- | --------------- | ------ | ------ |
| 1   | Sebastián Porto  | Aprilia     | 40:32.672       | 1      | 25     |
| 2   | Dani Pedrosa     | Honda       | +6.147          | 2      | 20     |
| 3   | Manuel Poggiali  | Aprilia     | +8.415          | 6      | 16     |
| 4   | Randy de Puniet  | Aprilia     | +11.226         | 3      | 13     |
| 5   | Fonsi Nieto      | Aprilia     | +11.876         | 9      | 11     |
| 6   | Toni Elías       | Honda       | +11.888         | 4      | 10     |
| 7   | Roberto Rolfo    | Honda       | +24.398         | 8      | 9      |
| 8   | Alex de Angelis  | Aprilia     | +27.550         | 5      | 8      |
| 9   | Hiroshi Aoyama   | Honda       | +28.126         | 11     | 7      |
| 10  | Anthony West     | Aprilia     | +38.025         | 16     | 6      |
| 11  | Joan Olivé       | Aprilia     | +38.207         | 10     | 5      |
| 12  | Franco Battaini  | Aprilia     | +45.788         | 7      | 4      |
| 13  | Sylvain Guintoli | Aprilia     | +1:01.150       | 15     | 3      |
| 14  | Héctor Faubel    | Aprilia     | +1:06.887       | 13     | 2      |
| 15  | Alex Debón       | Honda       | +1:07.022       | 25     | 1      |
| 16  | Naoki Matsudo    | Yamaha      | +1:07.037       | 14     |        |
| 17  | Chaz Davies      | Aprilia     | +1:07.196       | 20     |        |
| 18  | Grégory Lefort   | Aprilia     | +1:07.464       | 21     |        |
| 19  | Johann Stigefelt | Aprilia     | +1:19.655       | 26     |        |
| 20  | Christian Gemmel | Honda       | +1:25.112       | 27     |        |
| 21  | Taro Sekiguchi   | Yamaha      | +1:33.088       | 29     |        |
| Ret | Jarno Ronzoni    | Yamaha      | Retirement      | 28     |        |
| Ret | Jakub Smrž       | Honda       | Retirement      | 12     |        |
| Ret | Erwan Nigon      | Yamaha      | Retirement      | 23     |        |
| Ret | Alex Baldolini   | Aprilia     | Retirement      | 18     |        |
| Ret | Hugo Marchand    | Aprilia     | Retirement      | 17     |        |
| Ret | Eric Bataille    | Honda       | Retirement      | 19     |        |
| Ret | Max Sabbatani    | Yamaha      | Retirement      | 30     |        |
| Ret | Dirk Heidolf     | Aprilia     | Retirement      | 24     |        |
| Ret | Arnaud Vincent   | Aprilia     | Retirement      | 22     |        |

## Resultados 125cc
| Pos | Piloto                   | Constructor | Tiempo/Retirado | Grilla | Puntos |
| --- | ------------------------ | ----------- | --------------- | ------ | ------ |
| 1   | Roberto Locatelli        | Aprilia     | 40:13.158       | 5      | 25     |
| 2   | Casey Stoner             | KTM         | +0.152          | 2      | 20     |
| 3   | Héctor Barberá           | Aprilia     | +0.197          | 7      | 16     |
| 4   | Andrea Dovizioso         | Honda       | +0.573          | 4      | 13     |
| 5   | Mirko Giansanti          | Aprilia     | +0.595          | 11     | 11     |
| 6   | Pablo Nieto              | Aprilia     | +0.879          | 12     | 10     |
| 7   | Steve Jenkner            | Aprilia     | +5.980          | 1      | 9      |
| 8   | Mattia Pasini            | Aprilia     | +19.206         | 3      | 8      |
| 9   | Gino Borsoi              | Aprilia     | +28.656         | 19     | 7      |
| 10  | Jorge Lorenzo            | Derbi       | +28.671         | 8      | 6      |
| 11  | Simone Corsi             | Honda       | +28.717         | 21     | 5      |
| 12  | Andrea Ballerini         | Aprilia     | +28.831         | 17     | 4      |
| 13  | Gábor Talmácsi           | Malaguti    | +28.955         | 22     | 3      |
| 14  | Dario Giuseppetti        | Honda       | +44.766         | 34     | 2      |
| 15  | Lukáš Pešek              | Honda       | +45.682         | 13     | 1      |
| 16  | Imre Tóth                | Aprilia     | +45.682         | 27     |        |
| 17  | Alessio Aldrovandi       | Honda       | +56.328         | 25     |        |
| 18  | Stefano Bianco           | Aprilia     | +56.658         | 32     |        |
| 19  | Michele Pirro            | Aprilia     | +56.674         | 36     |        |
| 20  | Julián Simón             | Aprilia     | +1:07.291       | 15     |        |
| 21  | Jordi Carchano           | Aprilia     | +1:28.660       | 37     |        |
| 22  | Youichi Ui               | Aprilia     | +2:29.626       | 14     |        |
| 23  | Sergio Gadea             | Aprilia     | +1 Lap          | 33     |        |
| Ret | Mika Kallio              | KTM         | Retirement      | 6      |        |
| Ret | Mattia Angeloni          | Honda       | Retirement      | 39     |        |
| Ret | Álvaro Bautista          | Aprilia     | Retirement      | 18     |        |
| Ret | Marco Simoncelli         | Aprilia     | Retirement      | 16     |        |
| Ret | Raymond Schouten         | Honda       | Retirement      | 35     |        |
| Ret | Ángel Rodríguez Campillo | Derbi       | Retirement      | 23     |        |
| Ret | Lorenzo Zanetti          | Honda       | Retirement      | 38     |        |
| Ret | Vesa Kallio              | Aprilia     | Retirement      | 31     |        |
| Ret | Gioele Pellino           | Aprilia     | Retirement      | 24     |        |
| Ret | Stefano Perugini         | Gilera      | Retirement      | 26     |        |
| Ret | Fabrizio Lai             | Gilera      | Retirement      | 10     |        |
| Ret | Mike Di Meglio           | Aprilia     | Retirement      | 9      |        |
| Ret | Thomas Lüthi             | Honda       | Retirement      | 20     |        |
| Ret | Michele Danese           | Aprilia     | Retirement      | 28     |        |
| Ret | Manuel Manna             | Malaguti    | Retirement      | 29     |        |
| Ret | Robbin Harms             | Honda       | Retirement      | 30     |        |